# 카를스루어 SC
카를스루어 SC(Karlsruher Sport-Club Mühlburg-Phönix e.V.)는 바덴뷔르템베르크주 카를스루에를 연고로 하는 독일의 축구 클럽이다.
이 축구단은 1894년 창단되었다. 1909년에 분데스리가의 전신인 도이치 푸스볼마이스터샤프트에 진출해 우승하며 한차례 독일 챔피언이 된적이 있으며 1955년, 1956년에 DFB-포칼에서 우승했으며 유럽대항전에서는 1996년 UEFA 인터토토컵을 우승하기도 했다.
2008-09 시즌은 분데스리가에서 17위로 마감하여 2. 분데스리가로 강등되었다.

## 문양
카를스루어 SC의 문양 역사
- 1952년 10월 16일 ~ 1960년
- 1960년 ~ 1998년
- 1998년 ~ 2005년
- 2005년 ~ 현재

## 선수 명단

### 현역
참고: FIFA 자격 규정에 따라 소속된 국가대표팀 국기를 표시합니다. 선수는 복수의 FIFA 비회원국 국적을 가지고 있을 수 있습니다.
| 번호 | 포지션 | 국적 | 이름 |
| ---- | ------ | ---- | ---- |

| 번호 | 포지션 | 국적     | 이름              |
| ---- | ------ | -------- | ----------------- |
| 22   | DF     |          | 크리스토프 코발트 |
| 39   | MF     | 튀르키예 | 에페칸 실라로글루 |

## 역대 감독
| 감독          | 임기        |
| ------------- | ----------- |
| 요아힘 뢰프   | 1999 ~ 2000 |
| 예른 안데르센 | 2011 ~ 2012 |